# Theodore Roszak

Theodore Roszak (n. 15 noiembrie 1933, Chicago, SUA - d. 5 iulie 2011) a fost un profesor emerit de istorie al Universității de Stat din Columbia, East Bay.
A absolvit Universitatea Princeton, activând ca profesor de istorie. 
În ultima parte a vieții a locuit în orașul studențesc Berkely, California. În anii 1960 a definit termenul de contracultură, iar în 1969 a publicat lucrarea The Making of a Counter Culture, în care comenta mișcările protestatare ale anilor '60.
Critic social, dar și romancier, Roszak este cunoscut pentru ideile sale revoluționare și pentru întrebările retorice adresate omenirii și dezvoltării ei.